# Stała von Klitzinga
Klitzing lub stała von Klitzinga (ang. Klitzing lub von Klitzing constant) – w fizyce stała o wymiarze oporu elektrycznego pojawiająca się we wzorze na kwantyzacje oporu elektrycznego definiującego proporcjonalność między prądem głównym a napięciem indukowanym przez pole magnetyczne w kwantowym efekcie Halla:
{\displaystyle R_{Hn}={\frac {R_{K}}{n}}.}
W układzie jednostek SI wynosi
{\displaystyle R_{K}={\frac {h}{e^{2}}}=25\,812{,}80745...\ \Omega .}
Jej bezpośredni pomiar umożliwia precyzyjne wyznaczanie wartości stałej struktury subtelnej {\displaystyle \alpha } jako że wyznacza od razu stosunek stałej Plancka do kwadratu ładunku elektronu pojawiający się w wyrażeniu na stałą bez konieczności oddzielnego pomiaru tych wielkości. Zachodzi bowiem związek
{\displaystyle \alpha ={\frac {Z_{0}}{2R_{K}}},}
gdzie:
{\displaystyle Z_{0}={\sqrt {\frac {\mu _{0}}{\varepsilon _{0}}}}}
jest impedancją falowa próżni.

## Stała von Klitzinga w modelu atomu Bohra
Klitzing pojawia się naturalnie już w modelu atomu Bohra jako współczynnik „oporu Halla” n-tej orbity Bohra.
Jeżeli zdefiniujemy natężenie elektrycznego prądu orbitalnego z powodu ruchu kołowego elektronu po n-tej orbicie kołowej jako
{\displaystyle I_{n}={\frac {e}{T_{n}}},}
gdzie {\displaystyle T_{n}} jest okresem obiegu elektronu wokoło jądra atomowego a „napięcie Halla” jako napięcie (różnicę potencjałów) pomiędzy nieskończonością a położeniem elektronu na n-tej orbicie Bohra o promieniu {\displaystyle r_{n}=a_{0}n^{2}}
{\displaystyle U_{n}=V(\infty )-V(r_{n})=0+{\frac {1}{4\pi \varepsilon _{0}}}{\frac {e}{r_{n}}}}
otrzymamy skwantowany opór orbit Bohra
{\displaystyle R_{n}={\frac {U_{n}}{I_{n}}}={\frac {h}{e^{2}}}n=R_{K}n,}
tzn. w odróżnieniu od kwantowego efektu Halla jest on wprost, a nie odwrotnie proporcjonalny do liczby całkowitej w stałej von Klitzinga.